# Cucullia argentilinea
Cucullia argentilinea är en fjärilsart som beskrevs av M.Gaede 1935. Cucullia argentilinea ingår i släktet Cucullia och familjen nattflyn. Inga underarter finns listade i Catalogue of Life.